# Bokvårtlav
Bokvårtlav (Pyrenula nitida) är en lavart som först beskrevs av Christian Ehrenfried Weigel, och fick sitt nu gällande namn av Erik Acharius. Bokvårtlav ingår i släktet Pyrenula och familjen Pyrenulaceae.  Arten är reproducerande i Sverige. Inga underarter finns listade i Catalogue of Life.